# Schulbiologiezentrum Leipzig

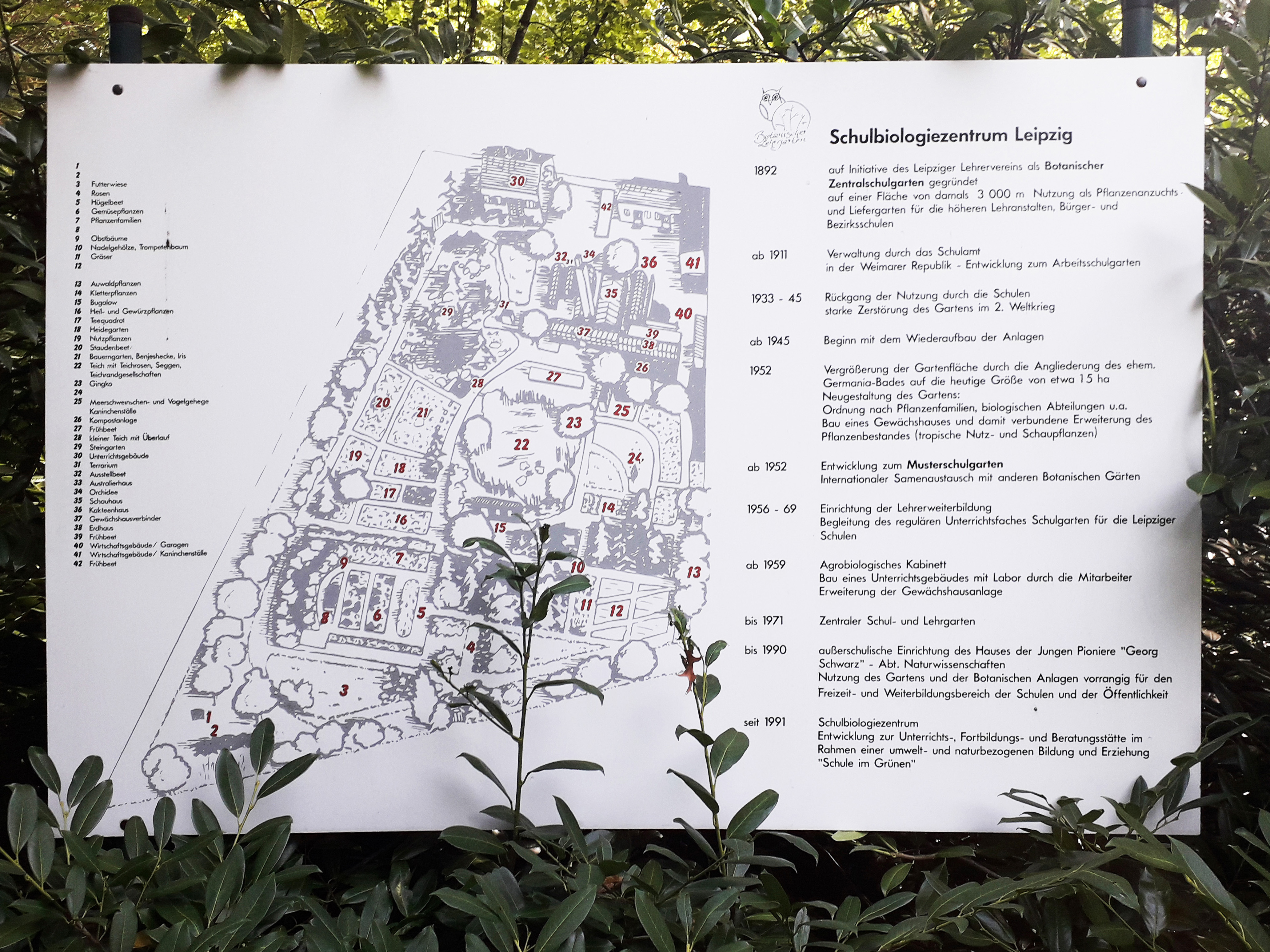
Lageplan Schulbiologiezentrum Leipzig (2023)

## Beschreibung
Das Schulbiologiezentrum Leipzig ist ein botanischer Lehrgarten verbunden mit der Zooschule, der Botanikschule und der Freiluftschule befindet sich am Schleußiger Weg 1 in Leipzig. Neben den botanischen Angeboten sind auch ein Teich und kleinere Tiergehege, eines mit Schafen, eines mit Kaninchen und Meerschweinchen, bzw. Bungalows und eine Voliere mit Sittichen vorhanden. Im Schulungsgebäude sind kleinere nicht einheimische Tiere in Terrarien untergebracht. Er kann zugleich als Teil des Leipziger Auwaldes angesehen werden.
Das Schulbiologiezentrum steht als Beratungseinrichtung für Schulen bei der Umsetzung von Umweltprojekten zur Verfügung. Durch die Zusammenarbeit mit freien Trägern, deren Angebote für die Umweltbildung und -erziehung genutzt werden können, möchte diese Einrichtung die Schulen bei der Umsetzung der Projekte unterstützen. Auch den Erwartungen der Schulen an Angebote der Umweltbildung im Hinblick auf die Teilnahme an Ausschreibungen und Wettbewerben wird dabei Rechnung getragen.
Seit dem Schuljahr 2019/2020 finden die Angebote der Freiluftschule im Botanischen Lehrgarten statt. Das Schulbiologische Zentrum Leipzig wird durch den Förderverein „Schulbiologiezentrum/ Freiluftschule Leipzig“ e.V. gefördert.

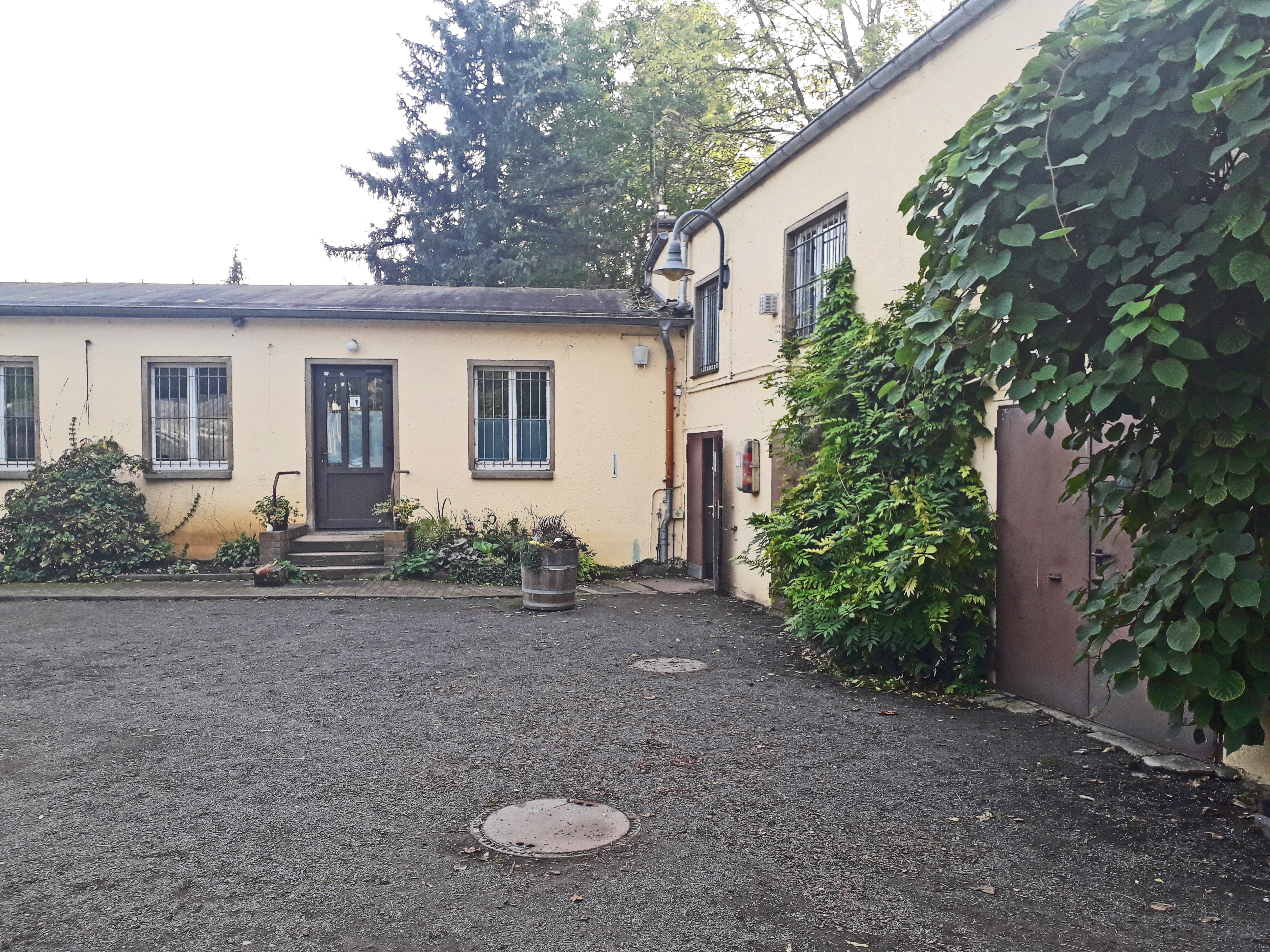
Wirtschafts- und Bürogebäude
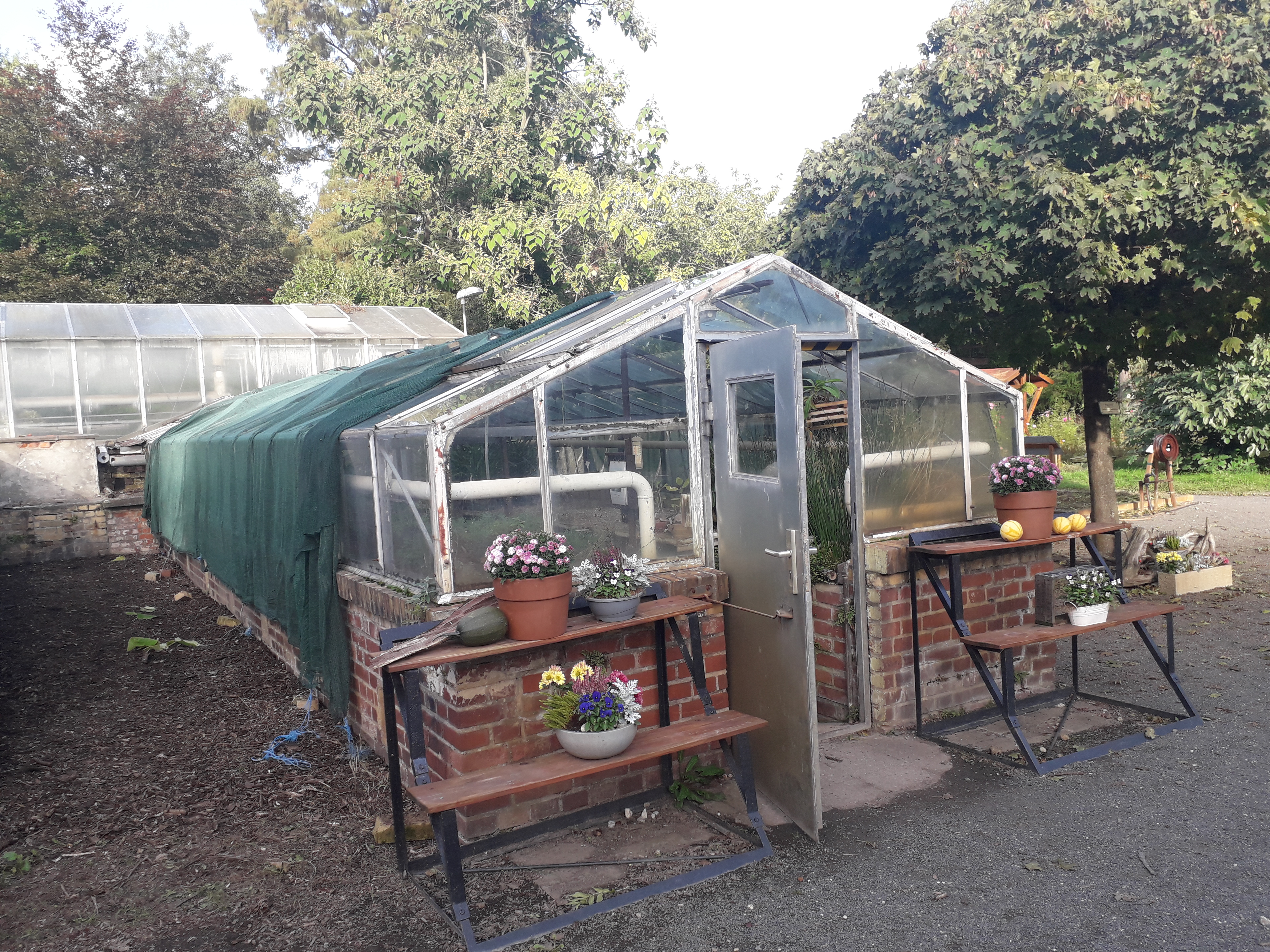
Eines der Gewächshäuser
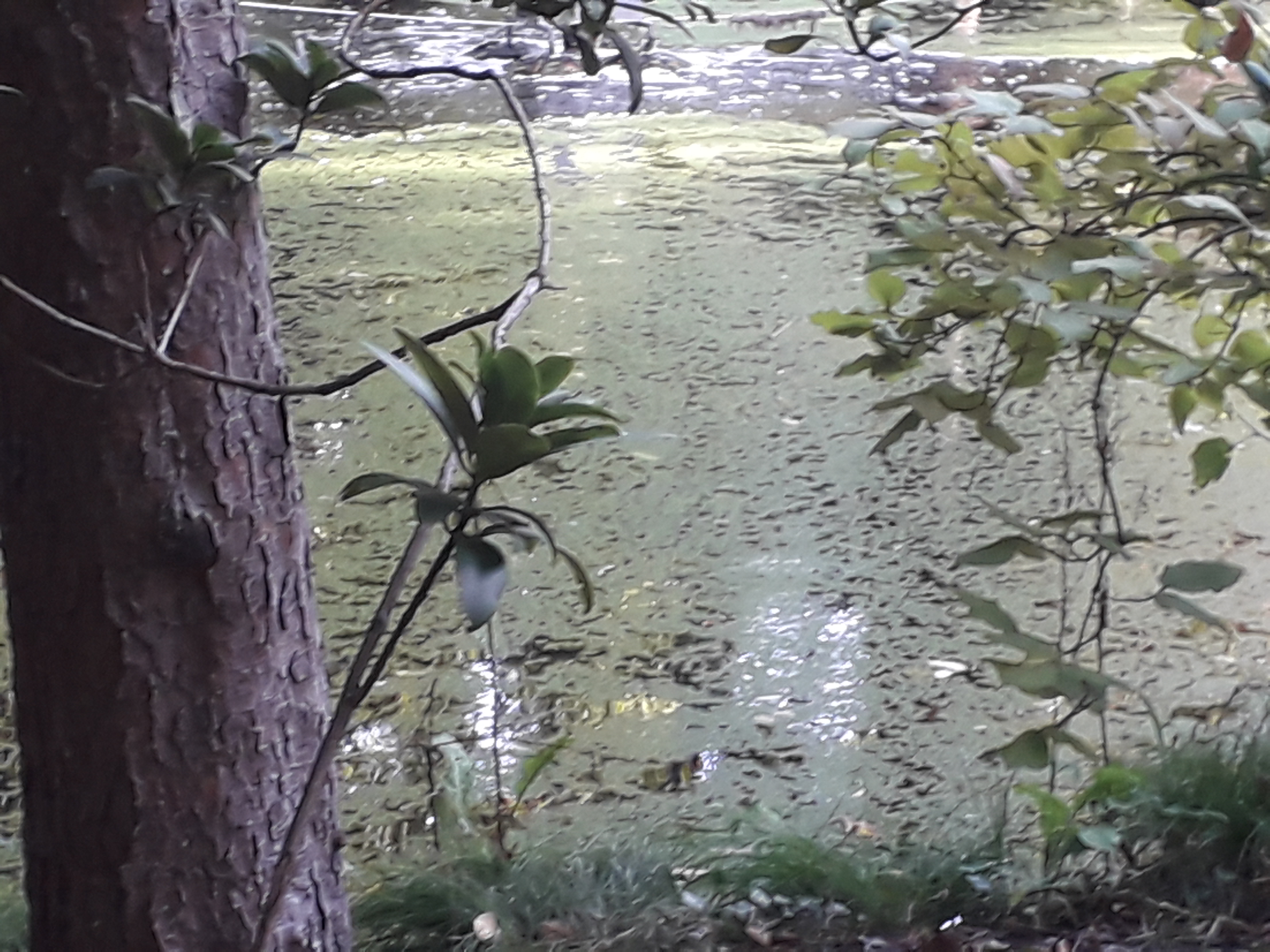
Teich
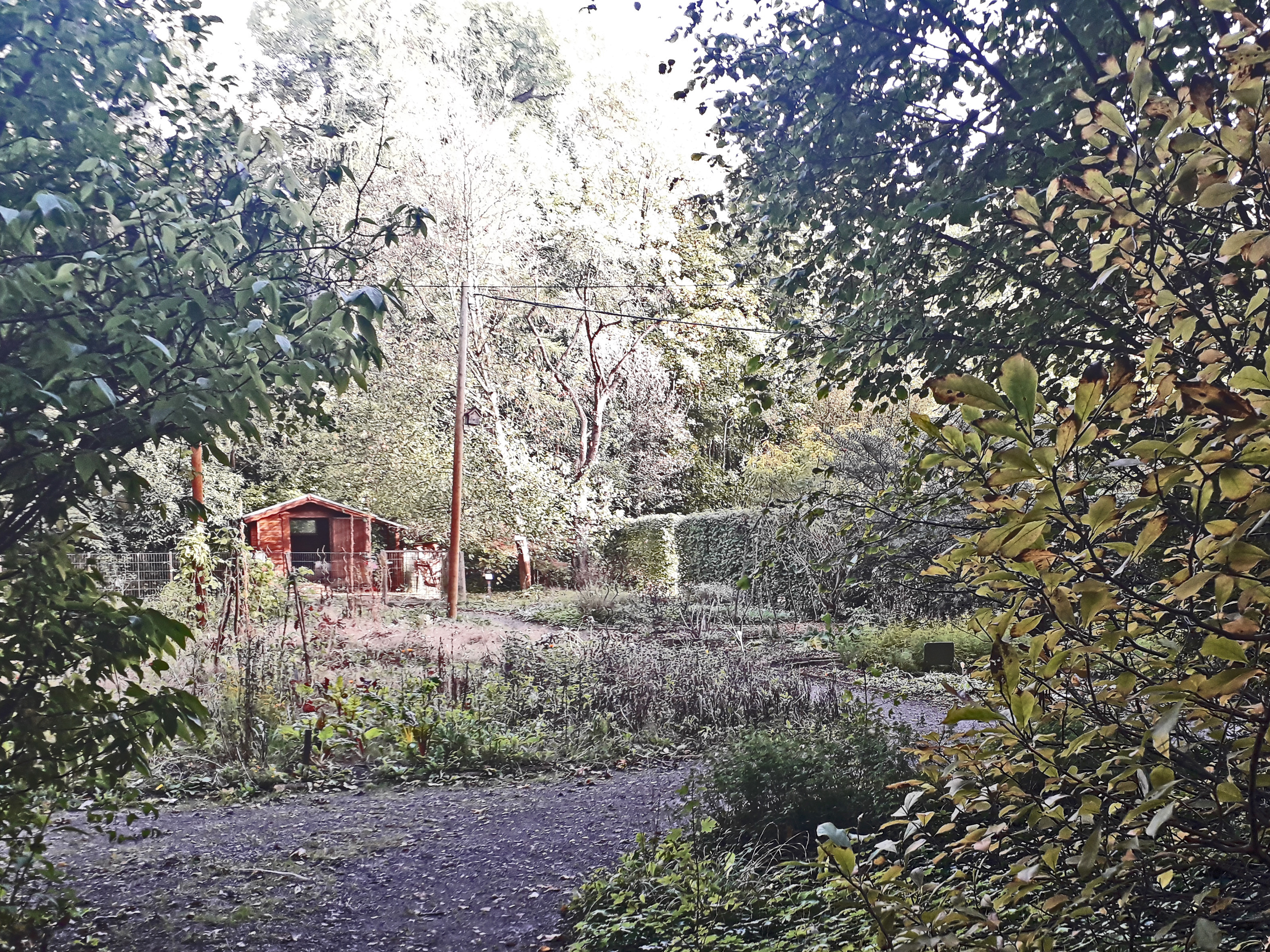
Blick zum Schafzwinger
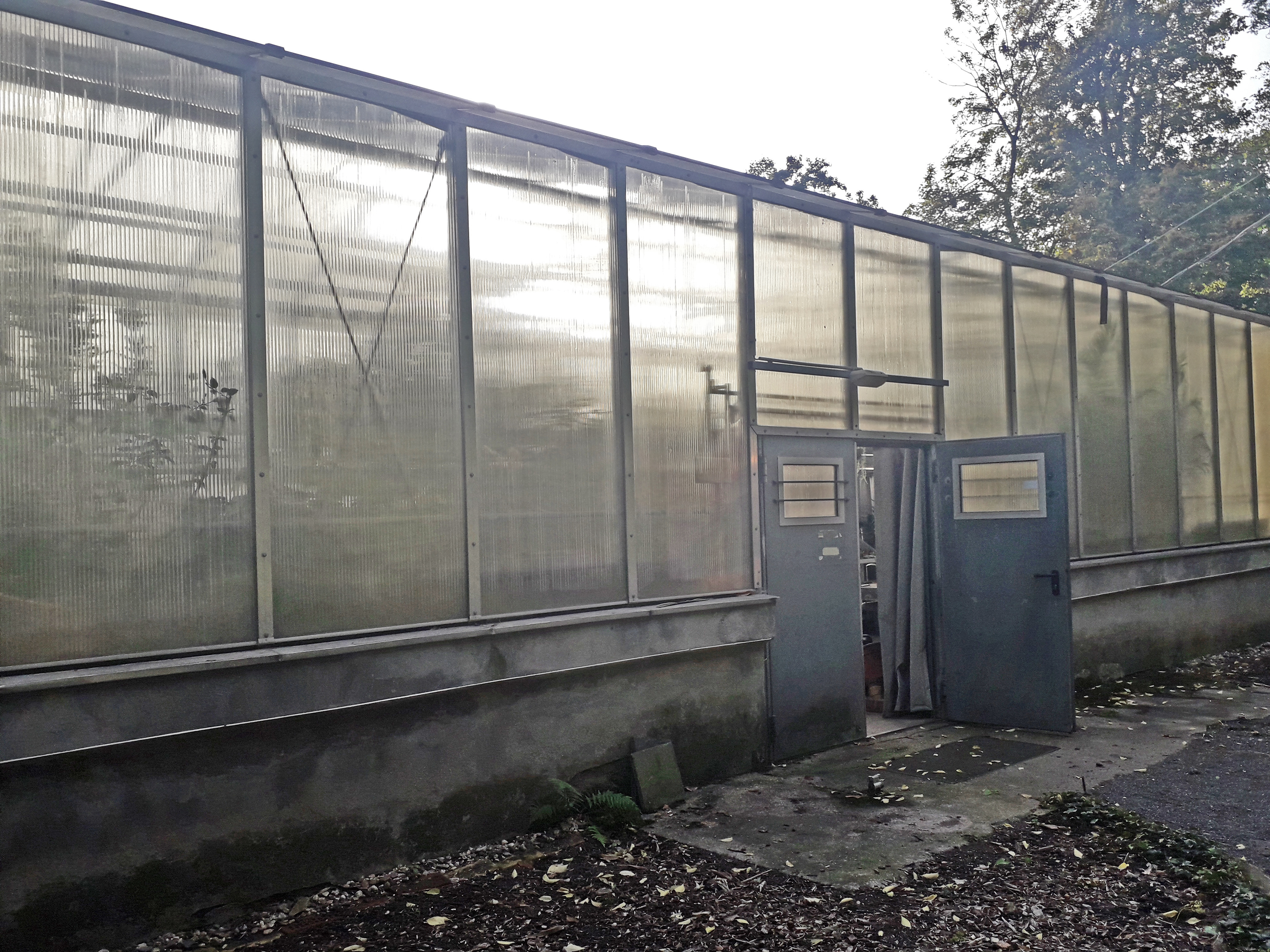
Gewächshaus für Tropenpflanzen
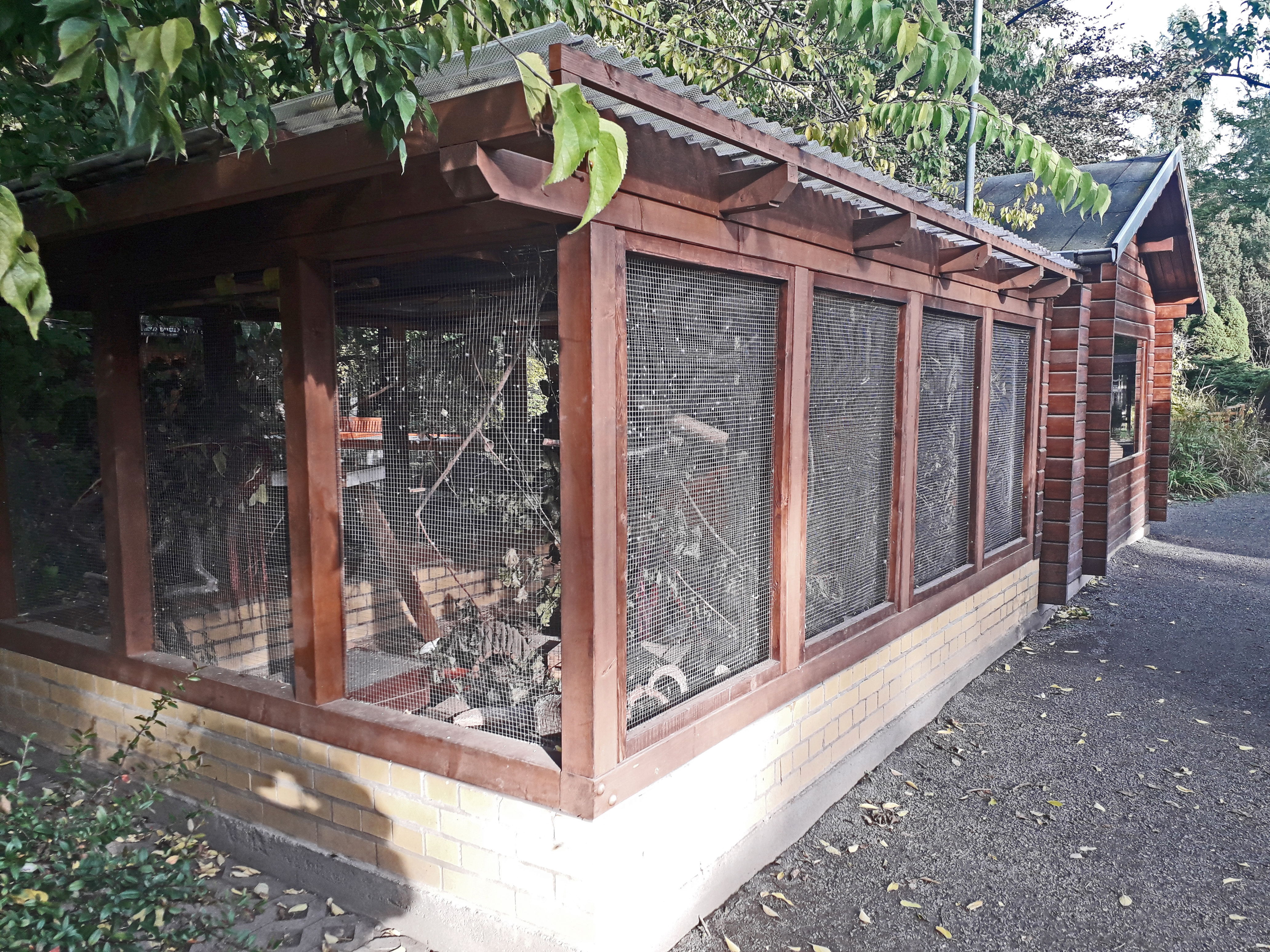
Sittichvoliere

## Geschichte
Der botanische Garten hat mehrere Umbenennungen in seiner Geschichte erfahren. Er wurde 1892 auf Initiative des Leipziger Lehrervereins als Botanischer Zentralschulgarten gegründet. Die Fläche betrug damals ca. 3000 m². Er diente als Liefer- und Aufzuchtgarten für die höheren Lehranstalten, aber auch für die Bürger- und Bezirksschulen. Aufzuchtsmöglichkeiten gibt es in Form von Gewächshäusern bis heute. Im Jahre 1911 ging die Verwaltung der Einrichtung an das Schulamt über. In der Weimarer Republik wurde es zum Arbeitsschulgarten entwickelt. Im Zweiten Weltkrieg erlitt der Botanische Garten starke Zerstörungen, auch durch Plünderungen, sodass die Nutzung durch die Schulen rückläufig war. Nach Kriegsende wurde mit dem Neuaufbau begonnen. Der Garten wurde auf eine Fläche von 15 ha erweitert unter Einbeziehung des ehemaligen 1870 durch die Fischerinnung errichteten Germaniabades. Damit ging eine Neuordnung des Gartens einher nach Pflanzenarten. Damit verbunden war ein Neubau eines Gewächshauses für tropische Pflanzen.
Ab 1952 erfolgte die Entwicklung zum Musterschulgarten. Dabei fand internationaler Samentausch statt. Von 1959 bis 1969 diente die Einrichtung auch der Lehrerbildung nebst der Begleitung des regulären Schulunterrichts im Fach Schulgarten für die Leipziger Schulen. Ab 1959 wurde hier ein Agrobiologisches Kabinett eingerichtet, womit ein Gebäudeneubau durch die Mitarbeiter verbunden war. Dieses wurde mit einem Labor ausgestattet und mit Gewächshäusern erweitert. Bis 1971 war es Zentraler Schul- und Lehrgarten. Bis zum Jahr 1990 diente die außerschulische Einrichtung des Hauses der Jungen Pioniere „Georg Schwarz“ - Abteilung Naturwissenschaften hauptsächlich der Nutzung für den Freizeit- und Weiterbildungsbereich und der Öffentlichkeit.
Seit 1991 als Schulbiologiezentrum wurde es zur Unterrichts-, Fortbildungs- und Beratungsstätte im Rahmen einer umwelt- und naturbezogenen Bildung und Erziehung „Schule im Grünen“ entwickelt. Das wiederum erfolgte in Zusammenarbeit u. a. mit der Universität Leipzig, die ja über einen Botanischen Garten verfügt.